# Television Nishinippon Corporation

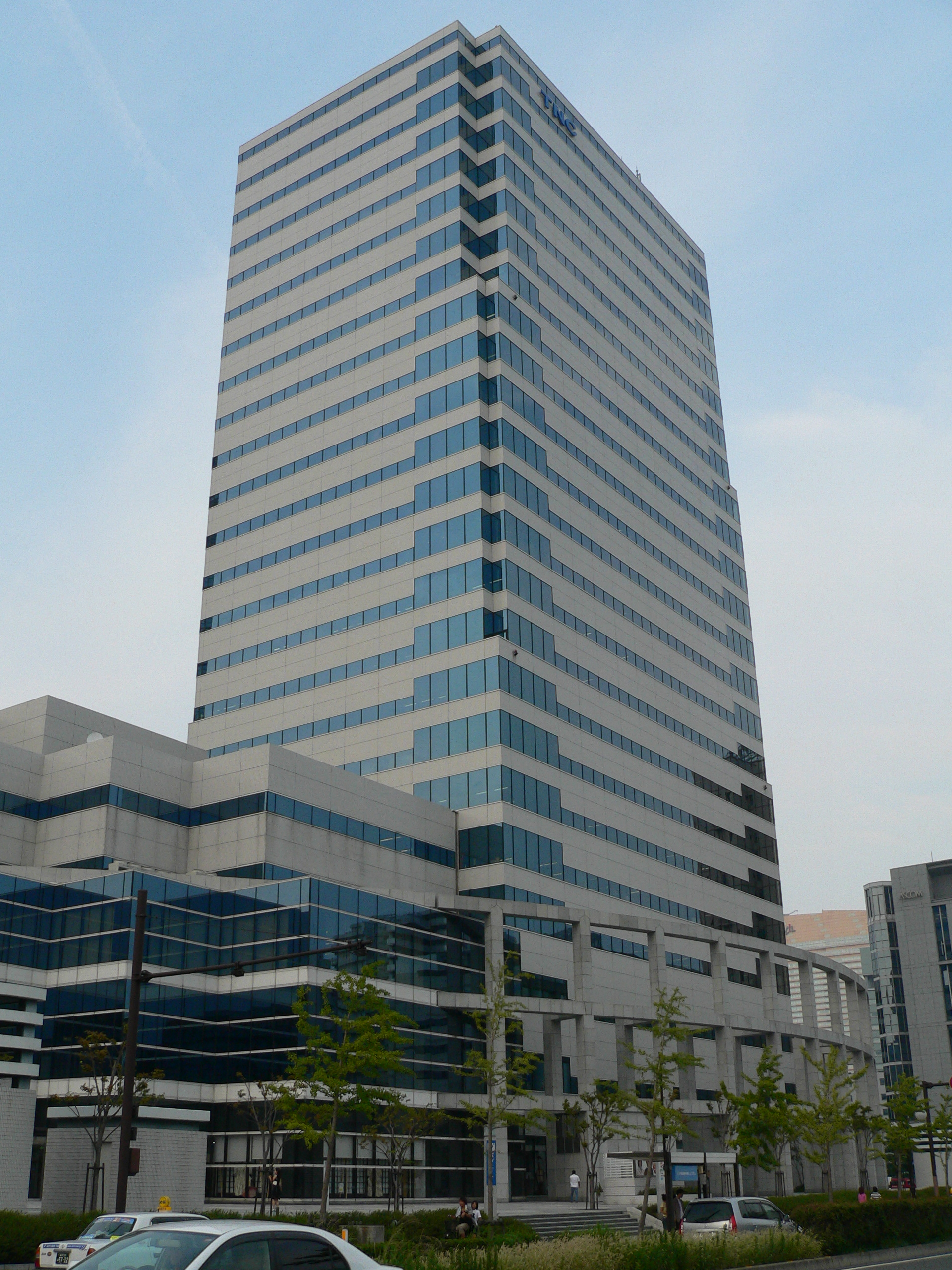
Sede central de TNC

Television Nishinippon Corporation (株式会社テレビ西日本 Kabushiki Gaisha Terebi Nishinippon?, estilizado como TNC) es una estación de televisión japonesa afiliada a Fuji News Network (FNN) y Fuji Network System (FNS) en Fukuoka. Esta estación sirve a la Prefectura de Fukuoka y también actúa como la filial predeterminada de FNN para las partes occidentales de la Prefectura de Yamaguchi, incluidas las ciudades de Yamaguchi y Shimonoseki, ya que la prefectura de Yamaguchi no tiene una filial de FNN propia.

## Historia
JOHX-TV se estableció originalmente como una afiliada de Nippon News Network (NNN) y Nippon Television Network System (NNS) en Yahata (Yahata Higashi-ku, Kitakyūshū) en agosto de 1958, transmitiéndose en el canal 9 de VHF; en febrero de 1962 se estableció una estación en Fukuoka como JOJY-TV. Cambiaron de afiliación de NNN y NNS a FNN y FNS en octubre de 1964. La oficina central se trasladó a Fukuoka, y el distintivo de canal cambió de "JOHX-TV" (todavía el distintivo de canal de la estación de satélite Kitakyūshū (que se transmite en el canal 10 de VHF)) a "JOJY-TV" en diciembre de 1974. Trasladaron su oficina a su ubicación actual cerca de la Torre de Fukuoka en agosto de 1996. Durante los primeros 53 años de transmisión de la estación, la señal analógica de JOHX-TV se podía recibir por aire en la mayor parte de la prefectura de Yamaguchi.
Las transmisiones digitales en JOJY-TV comenzaron el 1 de julio de 2006, y la señal analógica continuó transmitiéndose hasta el 24 de julio de 2011, cuando JOHX-TV (que prestaba servicios a las partes norte de la prefectura de Fukuoka y partes occidentales de la prefectura de Yamaguchi) dejó de funcionar.

## Canales de televisión

### Estaciones principales
- Fukuoka: canal 34 (Digital), canal 9 (Analógico)

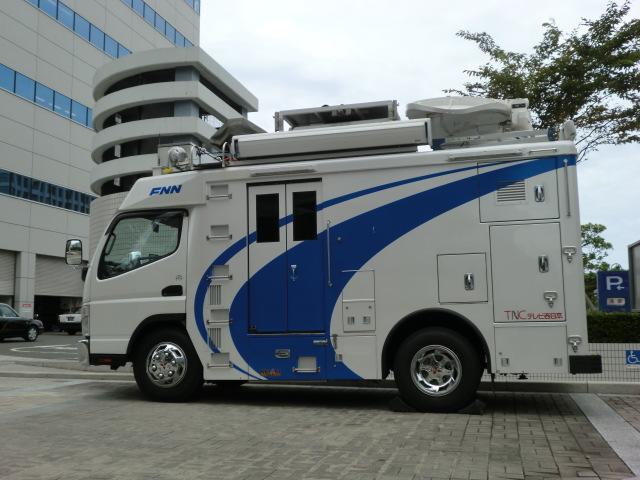
Unidad móvil de TNC

- Kitakyūshū: canal 29 (Digital) canal 10 (Analógico: JOHX-TV)
- Kurume: canal 29 (Digital) canal 60 (Analógico)
- Minami Ōmuta: canal 29 (Digital) canal 56 (Analógico)
- Ōmuta: canal 29 (Digital) canal 55 (Analógico)
- Yukuhashi: canal 34 (Digital) 54 canal (Analógico)
- Itoshima: canal 34(Digital)
- Munakata: canal 29 (Digital)

## Programas
- Momochihama Store (ももち浜ストア?)
- Hachinabi Plus Super News (ハチナビプラス スーパーニュース?)
- Tobe Tobe Hawks (とべとべホークス Tobe tobe Hōkusu?)
- Saturday News File CUBE (土曜ニュースファイルCUBE Doyō nyūsufairu kyūbu?)
- Hanamaru Daikichi no "Nan shiyōto?" (華丸・大吉のなんしようと? lit; Hanamaru-Daikichi's "What're you doing?"?)
- BASEBALLEPECIAL Fukuoka SoftBank Hawks Live
- Cow Televisión
- Riding Uphill ガ チ ★ 星